# Eurytoma striatula
Eurytoma striatula är en stekelart som beskrevs av Cameron 1905. Eurytoma striatula ingår i släktet Eurytoma och familjen kragglanssteklar. Inga underarter finns listade i Catalogue of Life.